# Schmiedefeld (Saalfeld)
Schmiedefeld è una frazione della città tedesca di Saalfeld/Saale.

## Storia
Il 1º gennaio 2019 il comune di Schmiedefeld venne soppresso e aggregato alla città di Saalfeld/Saale.